# Нил, Джейлен
Дже́йлен Кри́стофер Нил (англ. Jalen Christopher Neal; 24 августа 2003, Лейквуд, Калифорния, США) — американский футболист, центральный защитник клуба «Клёб де Фут Монреаль» и сборной США.

## Карьера

### Клубная карьера
Нил присоединился к академии футбольного клуба «Лос-Анджелес Гэлакси» в 2016 году. В 2020 году начал привлекаться к матчам фарм-клуба «Гэлакси» в Чемпионшипе ЮСЛ — «Лос-Анджелес Гэлакси II». Дебютировал за «Гэлакси II» 11 июля в матче против «Финикс Райзинг», выйдя на замену с началом второго тайма вместо Адриана Веры. 10 октября в матче плей-офф против «Рино 1868» забил свой первый гол за «Гэлакси II».
20 января 2021 года Нил подписал контракт с «Лос-Анджелес Гэлакси». Дебютировал за «Гэлакси» 11 мая 2022 года в матче Открытого кубка США против «Калифорния Юнайтед Страйкерс», выйдя на замену в концовке. В MLS дебютировал 4 марта 2023 года в матче против «Далласа», отыграв 25 минут. 1 апреля в матче против «Сиэтл Саундерс» забил свой первый гол в MLS. По окончании сезона 2024 «Лос-Анджелес Гэлакси», ставший чемпионом MLS, активировал опцию продления контракта с Нилом.
6 января 2025 года Нил был обменян в «Клёб де Фут Монреаль» на $650 тыс. в общих распределительных средствах за два следующих сезона и место иностранного игрока в сезоне 2025. «Гэлакси» также получит комиссию в случае продажи игрока в другой клуб. За «Монреаль» он дебютировал 12 апреля в матче против «Шарлотта», выйдя на замену в конце второго тайма вместо Джоуэла Уотермана.

### Международная карьера
В составе сборной США до 20 лет Нил стал победителем молодёжного чемпионата КОНКАКАФ 2022. Попал в символическую сборную турнира.
18 января 2023 года Нил был вызван в ежегодный январский тренировочный лагерь сборной США, завершавшийся товарищескими матчами со сборными Сербии и Колумбии. 25 января в матче с сербами, выйдя в стартовом составе, он дебютировал за звёздно-полосатую дружину.
«Лос-Анджелес Гэлакси» не отпустил Нила в сборную США до 20 лет для участия в молодёжном чемпионате мира 2023.
Нил был включён в состав сборной США на Золотой кубок КОНКАКАФ 2023.

## Достижения
Командные
 «Лос-Анджелес Гэлакси»
- Чемпион MLS (обладатель Кубка MLS): 2024

 сборная США до 20 лет
- Победитель молодёжного чемпионата КОНКАКАФ: 2022

Личные
- Член символической сборной молодёжного чемпионата КОНКАКАФ: 2022

## Статистика выступлений

### Клубная статистика
| Выступление          | Выступление      | Выступление      | Лига | Лига | Плей-офф | Плей-офф | Кубок | Кубок | Континент | Континент | Итого | Итого |
| Клуб                 | Лига             | Сезон            | Игры | Голы | Игры     | Голы     | Игры  | Голы  | Игры      | Голы      | Игры  | Голы  |
| -------------------- | ---------------- | ---------------- | ---- | ---- | -------- | -------- | ----- | ----- | --------- | --------- | ----- | ----- |
| Вентура Каунти       | USLC             | 2020             | 12   | 0    | 1        | 1        | —     | —     | —         | —         | 13    | 1     |
| Вентура Каунти       | USLC             | 2021             | 14   | 1    | —        | —        | —     | —     | —         | —         | 14    | 1     |
| Вентура Каунти       | USLC             | 2022             | 21   | 0    | —        | —        | —     | —     | —         | —         | 21    | 0     |
| Вентура Каунти       | MLS Next Pro     | 2024             | 2    | 0    | —        | —        | —     | —     | —         | —         | 2     | 0     |
| Вентура Каунти       | Итого            | Итого            | 49   | 1    | 1        | 1        | —     | —     | —         | —         | 50    | 2     |
| Лос-Анджелес Гэлакси | MLS              | 2021             | 0    | 0    | —        | —        | —     | —     | —         | —         | 0     | 0     |
| Лос-Анджелес Гэлакси | MLS              | 2022             | 0    | 0    | 0        | 0        | 1     | 0     | 1         | 0         | 2     | 0     |
| Лос-Анджелес Гэлакси | MLS              | 2023             | 16   | 1    | —        | —        | 2     | 0     | 2         | 0         | 20    | 1     |
| Лос-Анджелес Гэлакси | MLS              | 2024             | 18   | 0    | 3        | 0        | —     | —     | 3         | 0         | 24    | 0     |
| Лос-Анджелес Гэлакси | Итого            | Итого            | 34   | 1    | 3        | 0        | 3     | 0     | 6         | 0         | 46    | 1     |
| Клёб де Фут Монреаль | MLS              | 2025             | 1    | 0    | —        | —        | —     | —     | —         | —         | 1     | 0     |
| Всего за карьеру     | Всего за карьеру | Всего за карьеру | 84   | 2    | 4        | 1        | 3     | 0     | 6         | 0         | 97    | 3     |

Источники: Transfermarkt, Soccerway, Footballdatabase.eu.

### Международная статистика
| Команда | Год   | Игры | Голы |
| ------- | ----- | ---- | ---- |
| США     |       |      |      |
| 2023    | 6     | 0    |      |
| Всего   | Всего | 6    | 0    |

Источник: National Football Teams.